# Gare de Givet
La gare de Givet est une gare ferroviaire française de la ligne de Soissons à Givet, située sur le territoire de la commune de Givet, dans le département des Ardennes en région Grand Est.
Elle est mise en service en 1862 par la Compagnie des chemins de fer des Ardennes. C'est une gare de la Société nationale des chemins de fer français (SNCF) desservie par des trains TER Grand Est qui circulent entre Charleville-Mézières et Givet.

## Situation ferroviaire

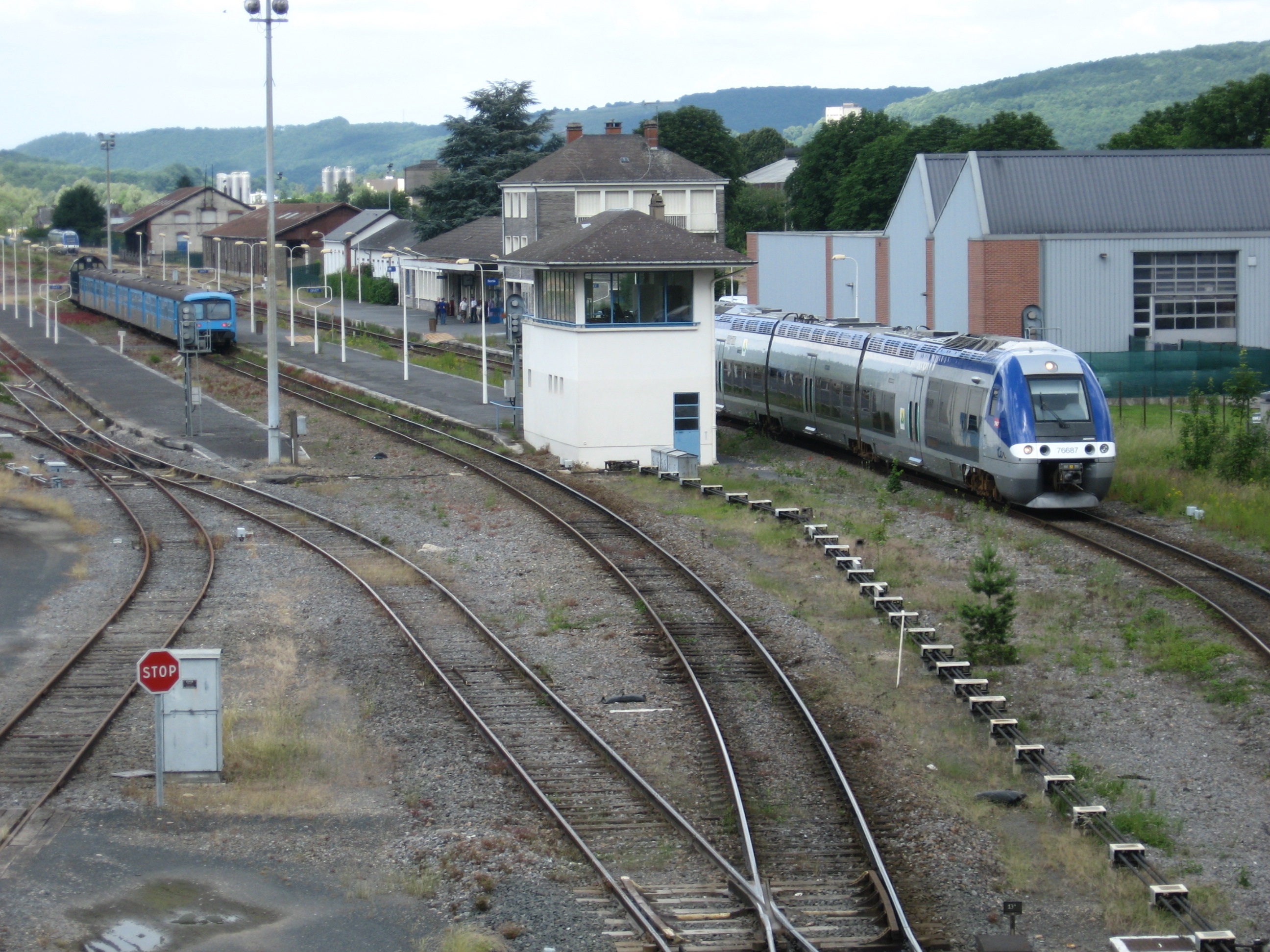
Vue générale de la gare avec un X 76600 quittant le quai.

Gare frontière et ancienne gare de bifurcation, elle est située au point kilométrique (PK) 206,053 de la ligne de Soissons à Givet. Elle est prolongée au-delà de la frontière franco-belge par la ligne 154 (Infrabel) de Namur à Givet. Elle était également l'origine de la ligne de Givet à la frontière belge vers Morialmé qui permettait d'aller à Florennes par la ligne 138A (Infrabel). Elle est aujourd'hui déclassée sur la partie française. L'altitude de la gare est de 103 m.
Elle dépend de la région ferroviaire de Reims. Elle dispose de deux voies principales (A et B) et de deux quais d'une « longueur continue maximale » (longueur utile) de 200 m pour le quai A de la voie A et de 200 m pour le quai B de la voie B.

## Histoire
Ville frontière au Nord des Ardennes françaises, formant une pointe et quasiment enclavée en Belgique, Givet voit son avenir ferroviaire se dessiner le 10 juin 1857 avec la concession d'une section de ligne Charleville - Givet avec un prolongement vers la frontière, accordée par décret impérial, à la compagnie des Ardennes. Cette décision en entraîne une autre en Belgique : la compagnie du Nord Belge doit à partir de sa ligne Namur - Liège, construire un raccordement avec le projet français. Cette Compagnie ouvre la section entre Namur et Dinant le 10 octobre 1862. Côté français la ligne à double voie a commencé en  gare de Charleville, elle ouvre le 14 septembre 1859 jusqu'à Nouzonville et le 28 avril 1862 le premier train arrive en gare de Givet. L'ouverture au trafic des 22 km de la voie entre Givet et Dinant a lieu le 5 février 1863, la ligne vers Charleroi ayant été inaugurée le 23 juin 1862.
Le bâtiment voyageurs actuel date de la seconde moitié du XXe siècle. Il combine un plan et une allure moderne avec une façade en pierre bleue de Givet. Il est composé d'une longue aile basse servant de salle d'attente et d'anciens bureaux de douane, ainsi que d'une partie haute servant de logements de fonction et peut-être de bureaux. L'ensemble est coiffé de toitures à croupes.
Il remplace un bâtiment bas, orné de boiseries et peut-être en partie construit en bois, qui comportait en son centre une longue aile basse prolongé par une seconde aile servant de buffet et, de l'autre côté, un logement de fonction à deux étages.
En 2006, le conseil général fait entreprendre la destruction des infrastructures ferroviaires de l'ancien embranchement reliant la gare de Givet à l'ancienne usine Tréfimétaux, notamment du pont métallique permettant le passage sur la Meuse. Cette voie et ses infrastructures furent construites dans les années 1930 et utilisées jusqu'en avril 1986, pour le transport des matières premières nécessaires à l'usine.
Un contrat de développement économique 2007-2013 prévoit une modernisation de la ligne avec une enveloppe de 30 millions d'euros. depuis 2008, 20 millions ont été engagés, permettant la remise en état de 28 km de voie ferrée. Durant l'été 2009 la poursuite des chantiers impose un arrêt du trafic ferroviaire remplacé par un service d'autocars, du 5 juillet au 30 août.

## Fréquentation
Selon les estimations de la SNCF, la fréquentation annuelle de la gare figure dans le tableau ci-dessous.
| Année     | 2015    | 2016   | 2017   | 2018   | 2019   | 2020   | 2021   | 2022    | 2023    | 2024    |
| --------- | ------- | ------ | ------ | ------ | ------ | ------ | ------ | ------- | ------- | ------- |
| Voyageurs | 102 220 | 92 403 | 89 898 | 79 315 | 81 721 | 65 458 | 75 160 | 104 593 | 146 457 | 145 155 |

## Service des voyageurs

### Accueil
Gare SNCF, elle dispose d'un bâtiment voyageur, avec un guichet ouvert tous les jours. Elle est équipée d'automates pour l'achat de titres de transport, d'une salle d'attente et de quais découverts.
Guichet ouvert le lundi et mardi de 06h10 à 13h10, le mercredi, jeudi et vendredi de 09h55 à 16h55, fermé le samedi, dimanche et jours fériés.

### Desserte
Givet est desservie par des trains TER Grand Est circulant depuis Charleville-Mézières, via Revin. Le trafic journalier du lundi au vendredi comprend 17 trains au départ vers Charleville et 16 à l'arrivée depuis Charleville. Les samedis,8 départs et 8 arrivées sont assurées, 7 départs et 7 arrivées le dimanche.

### Intermodalité
Un parc à vélo fermé (et individuel) et un parking pour les véhicules sont aménagés. La gare est desservie par le réseau d'autobus belge TEC et une station de taxis.

## Service des marchandises
Cette gare est ouverte au service du fret.

## Un voyageur en transit raconte une anecdote
Jean Rolin, en transit en gare de Givet à la fin des années 1970, s'extasie sur un mode pince-sans-rire, sur l'« étrange coutume locale » qui y règne : ainsi débarquant d'un train venant de Belgique, on traverse au pas de course une succession de couloirs vides de toute présence humaine, où des panneaux invitent à obtempérer aux instructions de très virtuels douaniers, puis, sortit de la gare à l'issue de ce parcours, on y pénètre de nouveau en vue de prendre la direction de la correspondance vers Charleville, retournant ainsi exactement à son point de départ.

## Projet
La municipalité de Givet, le département des Ardennes (soutenus par la région Grand Est et la Commission Européenne) ainsi que plusieurs partis politiques belges souhaitent la reprise de la desserte vers Dinant pour former un axe ferroviaire Reims-Namur,,.